# Il principe di Roma
 (août 2022).
Si vous disposez d'ouvrages ou d'articles de référence ou si vous connaissez des sites web de qualité traitant du thème abordé ici, merci de compléter l'article en donnant les références utiles à sa vérifiabilité et en les liant à la section « Notes et références ».
Pour plus de détails, voir Fiche technique et Distribution.
Il principe di Roma est un  film italien réalisé par Edoardo   Falcone et sorti en 2022. 

## Fiche technique
- Titre original : Il principe di Roma
- Réalisation : Edoardo Falcone
- Scénario : Edoardo Falcone et Marco Martani
- Photographie : Fabio Zamarion
- Montage : Luciana Pandolfelli
- Musique : Michele Braga
- Costumes : Mary Montalto
- Pays de production :  Italie
- Langue originale : italien
- Format : couleur
- Genre : n/a
- Durée :
- Dates de sortie :
  - Italie : 17 novembre 2022

## Distribution
- Marco Giallini : Bartolomeo
- Giulia Bevilacqua :
- Sergio Rubini :
- Filippo Timi :
- Giuseppe Battiston :
- Denise Tantucci : Beatrice Cenci
- Andrea Sartoretti :
- Massimo De Lorenzo : Duilio
- Cristiano Piacenti : Barone Marengo
- Francesco Primavera : Ciabattino
- Salvatore Langella : Sarto